# 路易斯·卡布拉爾
路易斯·德·阿尔梅达·卡布拉尔（葡萄牙語：Luís de Almeida Cabral；1931年4月10日—2009年5月30日），生于比绍，在葡萄牙首都里斯本逝世，是几内亚比绍第一任国家元首，1973年至1980年任几内亚比绍国务委员会主席。路易斯·卡布拉尔是阿米尔卡·卡布拉尔的同父异母弟弟，他们1956年共同创立了几内亚和佛得角非洲独立党（几佛独立党）。

## 生平
路易斯1931年4月11日出生在比绍，当时几内亚比绍是葡萄牙殖民地，称葡属几内亚，他在同属葡萄牙殖民地的佛得角群岛完成了小学教育，后来又接受过会计培训。
在1960年代初，几内亚和佛得角非洲独立党（几佛独立党）发起了一项反对葡萄牙殖民当局的游击战争。路易斯·卡布拉尔的崛起始于1973年，当时几佛独立党的创始人、他的同父异母的兄长阿米尔卡·卡布拉尔在几内亚首都科纳克里被暗杀。
在几佛独立党的内部竞争中，路易斯·卡布拉尔败于来自佛得角的阿里斯蒂德·佩雷拉（Aristides Pereira），但是成为几内亚比绍地区的几佛独立党的领导人。阿里斯蒂德·佩雷拉后来成为独立的佛得角共和国首任总统。
1973年9月24日几佛独立党单方面宣布几内亚比绍独立，确认了社会主义的原则，成为不结盟运动成员国。同年11月，联合国大会以93比7的投票结果，承认几内亚比绍独立。1974年4月葡萄牙发生军事政变，独裁政府被推翻，新的左翼革命政府于9月10日正式承认几内亚比绍共和国。路易斯·卡布拉尔成为这个国家的国家元首:国务委员会主席。
他在苏联、中华人民共和国和北欧国家的支持下，推行计划经济，造成几内亚比绍经济受到严重破坏，粮食短缺，人口大量死亡。党内一些人开始质疑阿米尔卡·卡布拉尔的死因和国家的独立性。
1980年11月14日，几内亚比绍总理和前武装部队指挥官若奥·贝尔纳多·维埃拉发动军事政变“调整运动”，推翻了路易斯·卡布拉尔的统治。
1975年至1980年间，大量参加过反葡萄牙殖民统治游击战争的士兵被处决，路易斯·卡布拉尔被认为要对这些死亡负主责。
路易斯·卡布拉尔当时被几内亚比绍政府逮捕和拘留了13个月，并于1982年1月被开除几佛独立党党籍。此后，他先于1982年2月流亡古巴，1984年1月，再由葡萄牙政府接待，他与家人一起生活在此，直到2009年5月30日因长期患病在托雷斯·维德拉斯去世。
1999年10月22日，维埃拉被推翻，路易斯·卡布拉尔1999年11月中旬曾经短暂回到几内亚比绍，他宣称不想积极参与政治，或重新加入几佛独立党。